# 클레이모어의 에피소드 목록
본 문서는 야기 노리히로의 작품 클레이모어의 애니메이션 에피소드를 정리한 것이다. 감독에 다나카 히로유키, 제작은 매드하우스가 맡았다. 24화까지는 만화책의 내용 12권까지를 담았으며 나머지 25, 26화는 독자적인 스토리이다. 2007년 4월부터 9월까지 NTV에서 방영했다. 주인공은 반인반요의 전사 클레어로, 요마가 득실거리는 세계에서 살아남기 위해 싸우는 모습을 그리고 있다.
오프닝 음악은 나이트메어가 작사, 작곡한 《레종 데 트르》이며, 엔딩은 J-pop 가수 고사카 리유가 부른 《단죄의 꽃》이다. 《단죄의 꽃》 앨범은 2007년 5월 30일, 《레종 데 트르》는 같은 해 6월 6일 발매되었다.

## 에피소드
| # | 제목                                  | 본방송일자 |
| --- | ------------------------------------- | ---------- |
| 1 | "대검 클레이모어 (大剣 -クレイモア-)" | 2007-04-03 |
| 요마의 출몰로 불안에 떨고 있는 한 마을에 의뢰를 받은 클레이모어 한 명이 나타난다. 클레이모어는 부모님을 요마에게 잃은 라키라는 소년과 조우하게 된다. 라키는 형의 모습으로 둔갑해 있던 요마에게 잡혀먹히기 직전 클레이모어에게 구원받는다. 마을에서 추방당한 라키는 다시금 클레이모어에게 거두어져 목숨을 건진다. 갈 곳을 잃어버린 라키는 클레이모어를 따라다니게 된다. 클레이모어는 소년에게 자신의 이름은 클레어라고 밝힌다. |                                       |            |
| 2 | "검은 문서(黒の書)"                   | 2007-04-10 |
| 클레어의 앞으로 검은 문서 한 장이 전달된다. 문서의 주인은 예전 클레어가 조직의 훈련생으로 있을 때 친구처럼 지냈던 엘레나. 문서의 의미대로 클레어는 엘레나와 만나며, 엘레나는 인간으로서의 의식이 있을 때 자기를 베어 줄 것을 청한다. 라키의 만류에도 불구하고 클레어는 엘레나를 베어 쓰러뜨린다. |                                       |            |
| 3 | "성지의 어둠(まほろばの闇)"           | 2007-04-17 |
| 클레어는 성도(聖都) 라보나의 요괴 퇴치를 의뢰받는다. 라보나는 클레이모어의 출입을 통제하고 있기 때문에 클레어는 요기를 억제하는 약을 먹고 눈 색을 바꾼 뒤 잠입에 성공한다. 그러나 약의 부작용으로 요기를 탐지하는 능력도 떨어져 요괴가 숨은 장소를 찾는 데 어려움을 겪는다. |                                       |            |
| 4 | "클레어의 각성(クレアの覚醒)"         | 2007-04-24 |
| 정체를 드러낸 요마와의 대결에서 지나치게 요기를 개방하여 클레어는 폭주 직전에 다다르며, 요마가 되기 전 자신을 베어 줄 것을 청한다. 그러나 라키의 도움으로 요기를 억누르는 데 성공한다. |                                       |            |
| 5 | "미소의 테레사(微笑みのテレサ)"       | 2007-05-01 |
| 회상편의 시작. 조직 역대 최강의 넘버 1 전사 미소의 테레사. 평범한 한 마을에서 요괴 퇴치를 하던 중, 한 벙어리 소녀를 요마의 손에서 의도치 않게 구하게 된다. 소녀는 갈 곳이 없었고 테레사가 귀찮다고 떼어 놓으려고 함에도 불구하고 그녀를 계속 따라다닌다. 소녀와의 계속된 동행에 테레사는 점차 마음을 열게 되며, 소녀를 '클레어'라고 부른다. |                                       |            |
| 6 | "테레사와 클레어(テレサとクレア)"     | 2007-05-08 |
| 도적들로부터 클레어를 구하려는 와중 테레사는 조직의 철칙인 ‘인간을 베어서는 안 된다’를 어기고 도적들을 모두 죽인다. 처형장에서 테레사는 ‘소녀를 위해 살아 보겠다’고 선언한 뒤 처형에 응하지 않고 조직에 등을 돌리며, 그녀의 감시자 오르세는 테레사를 처단하기 위해 조직의 넘버 2에서 5까지를 소집한다. |                                       |            |
| 7 | "죽은 자의 낙인(死者の烙印)"          | 2007-05-15 |
| 조직의 전사 넘버 2에서 5(프리실라, 일레네, 노엘, 소피아)가 테레사 처단을 위해 소집된다. 교전 중 1대 4로도 자신들의 힘이 부침을 안 처형 집행자들은 요기를 개방하게 된다. |                                       |            |
| 8 | "각성(覚醒)"                          | 2007-05-22 |
| 테레사는 요기를 개방한 네 명을 별 어려움 없이 물리친다. 프리실라는 목이 베이기 직전까지 갔다가 정에 이끌린 테레사에 의해 살아나며, 이후 굴욕감을 참지 못하고 각성하게 된다. 각성한 프리실라는 테레사와 나머지 세 전사를 죽인다. 클레어는 테레사의 잘린 머리를 검은 옷의 조직원에게 가져가 살과 피를 자신에게 넣어 달라고 말한다. |                                       |            |
| 9 | "베는 자들(I)(斬り裂く者たち(I))"     | 2007-05-29 |
| 다시 시점은 현재로 복귀. 클레어는 각성자 사냥을 위해 한 마을에서 다른 세 명의 전사들(밀리아, 헬렌, 드네브)과 만난다. 라키를 마을 여관에 맡겨 두고 사냥을 위해 동료들과 함께 길을 떠난다. 각성자는 의뢰받았던 내용과는 달리 남성 각성자에다가 예상보다 훨씬 더 강력했으며 일행은 당황하게 된다. |                                       |            |
| 10 | "베는 자들(II)(斬り裂く者たち(II))"   | 2007-06-05 |
| 힘의 열세로 죽음의 공포 앞에 몰린 세 명 앞에서, 클레어는 요기를 읽는 것만으로 각성자의 공격을 피하면서 나머지 셋을 놀라게 한다. 힘이 부족하여 치명타를 날리지 못하나, 밀리아가 클레어를 도와 각성자를 베는 데 성공한다. 이들의 모습을 먼 발치에서 조직의 눈 갈라테아가 지켜본다. |                                       |            |
| 11 | "베는 자들(III)(斬り裂く者たち(III))" | 2007-06-12 |
| 치명상을 입은 드네브는 요기를 끝까지 해방하여 자신이 반각성자인지의 여부를 시험하려 하는 도박을 행하며, 구사일생으로 다시 원상복귀하게 된다. 일행 넷은 상처를 회복한 뒤 조직이 ‘골칫덩어리인’ 자신들을 의도적으로 강력한 각성자와 싸우게 하여 제거하려 했다는 의혹을 품게 된다. 밀리아는 조직의 넘버 1에서 5까지의 이름을 알려주며, 이들을 무슨 일이 있어도 피하라고 경고한다. |                                       |            |
| 12 | "끝없는 묘비(I)(果て無き墓標(I))"     | 2007-06-19 |
| 클레어는 다시 루브르의 의뢰로 다른 각성자를 사냥하러 가게 된다. 그러나 도착한 현장에는 오직 한 명, 오필리아밖에 없었다. 오필리아는 클레어에게서 각성자의 냄새를 맡고, 각성자와 함께 클레어도 베어 버리려 한다. 마침 등장한 각성자와 오필리아가 대결하는 틈을 타, 클레어는 둘로부터 떨어진 뒤 라키를 도망치게 한다. |                                       |            |
| 13 | "끝없는 묘비(II)(果て無き墓標(II))"   | 2007-06-26 |
| 클레어는 오필리아와 싸우다가 오른팔을 잃지만, 익숙한 요기를 찾아 온 과거 조직의 전사 일레네에게 구출된다. 오필리아는 일레네의 고속검에 손 한 번 써 보지 못하고 쓰러지며, 과거 프리실라에게 오빠를 잃은 기억과 함께 졌다는 사실에 분노를 이기지 못하고 각성한다. 죽기 직전 구조된 클레어는 일레네에게 고속검을 전수받는다. |                                       |            |
| 14 | "싸울 자격(闘う資格)"                 | 2007-07-03 |
| 클레어가 떠난 직후 일레네는 넘버 5 라파엘라와 맞닥뜨린다. 한편 일레네의 팔을 얻은 클레어는 각성자가 된 오필리아와 다시 만나나, 오필리아는 인간의 마음을 되찾게 되며, 클레어는 인간의 형상을 되찾은 오필리아의 신체 부위의 도움을 얻어 그녀를 쓰러뜨리게 된다. |                                       |            |
| 15 | "마녀의 턱(I)(魔女の顎門(I))"         | 2007-07-10 |
| 오필리아와의 싸움 후 석 달 동안 조직과의 연락이 끊기자, 조직은 클레어의 행방을 찾기 위해 넘버 3 갈라테아를 파견한다. 한편 클레어는 헤어진 라키를 찾아 여기저기를 돌아다니다가, 어떤 마을에서 각성자 사냥을 위해 모인 여러 전사들을 우연히 보게 된다. 다음 날 피투성이가 된 한 전사가 도움을 요청하면서 마을에 이르러 쓰러지며, 부축하는 클레어에게 동료들이 각성자에게 붙잡혔다고 알려준 뒤 숨을 거둔다. 클레어는 전사들을 구하기 위해 근처의 산으로 발걸음을 옮긴다.                                                                                 |                                       |            |
| 16 | "마녀의 턱(II)(魔女の顎門(II))"       | 2007-07-17 |
| 전사들이 붙잡힌 산에서 클레어는 두 명의 각성자, 서쪽의 리플과 그녀의 시종격인 더프를 만나게 된다. 더프와 만난 장소에서 갈라테아가 클레어를 구해준다. 일행은 대륙 내 각성자들이 준동하여 강자들을 모아 세력싸움을 시작하려 한다는 사실을 알게 된다. 리플은 일행에게 자신들에게 협력할 것을 요구하나 거절당한다. |                                       |            |
| 17 | "마녀의 턱(III)(魔女の顎門(III))"     | 2007-07-24 |
| 클레어는 각성한 상태에 있는 진을 원래대로 되돌리며, 진의 신뢰를 얻게 된다. 진 일행은 악전고투하는 갈라테아를 도와 더프를 쓰러뜨리는 데 성공한다. 리플은 살아남은 일행에게 북쪽에 있는 심연의 강자 이슬레이의 이름을 알려준 뒤 사라진다. 갈라테아는 조직으로부터 받은 임무인 클레어 숙청을 집행하려 하나, 진의 저지로 발걸음을 돌린다. |                                       |            |
| 18 | "북쪽의 전란(I)(北の戦乱(I))"         | 2007-07-31 |
| 루브르와 라파엘라는 진과 함께 있는 클레어를 만난다. 루브르는 숙청 대신 북쪽 대륙에 모인 다른 23명의 전사들과 함께 북방의 이슬레이와 그들의 부하 각성자들을 막는 임무를 성공적으로 수행하면 죄과를 용서해 주겠다고 한다. 동시에 라키가 북방으로 팔려갔다고 이야기하여 클레어를 북쪽으로 움직이도록 회유한다. 북쪽 마을 피에타에 도착한 클레어는 예전 함께 힘을 모았던 밀리아, 헬렌, 드네브와 다시 만난다. 한데 모인 24명의 전사들은 5개의 팀으로 진형을 나눈다. 이후 각성자 셋이 이들 앞에 등장한다.                                                   |                                       |            |
| 19 | "북쪽의 전란(II)(北の戦乱(II))"       | 2007-08-07 |
| 다섯 팀은 세 명의 각성자들을 쓰러뜨린다. 전사들 중 몇몇은 심한 상처를 입었으나 목숨은 건진다. 한편 라키는 각성자들의 준동으로 폐허가 된 마을에서 헤매고 있다가, 아이의 형상을 한 프리실라와 만난다. 프리실라는 라키에게 매달리며, 프리실라의 보호자 역할을 하던 이슬레이와 만난다. 이슬레이는 라키를 자신의 집으로 데려간다. |                                       |            |
| 20 | "북쪽의 전란(III)(北の戦乱(III))"     | 2007-08-14 |
| 클레어를 자신의 손으로 지키고 싶다고 결심한 라키는 이슬레이에게 검술을 가르쳐 줄 것을 청한다. 한편 피에타에서 드네브는 자기 팀의 리더 운디네의 숨겨진 모습을 보고 자신이 클레이모어가 된 배경을 말한 뒤 마음을 열게 된다. 넘버 8 플로라는 클레어에게 대련을 청하며, 전사로서 자각할 것을 촉구한다. 이슬레이의 충복 리가르드는 이들을 멀리서 지켜보며, 부하 각성자들에게 피에타 마을을 진멸시킬 것을 명한다. |                                       |            |
| 21 | "피에타 침공(I)(ピエタ侵攻(I))"       | 2007-08-21 |
| 클레어 일행은 각성자들의 침공에 대비한다. 라키, 이슬레이, 프리실라는 피에타로 발걸음을 옮긴다. 클레이모어들은 여러 각성자들과의 싸움에서 선전하며, 리가르드는 여기에 자극받아 빠르게 각성자의 형상을 한다. 리가르드는 거침없이 다섯 대장들 중 넷을 베어 넘어뜨리며, 진에게 복부를 관통하는 치명상을 입힌다. |                                       |            |
| 22 | "피에타 침공(II))(ピエタ侵攻(II))"    | 2007-08-28 |
| 클레어와 살아남은 다른 전사들은 리가르드와 싸움을 계속한다. 한편 라키는 프리실라를 안정시키려고 하며 이슬레이는 프리실라가 과거에 대해 두려워하고 있다고 말해 준다. 리가르드는 밀리아를 집중 공략하며, 승부를 결정지으려는 순간 신체 일부를 각성시킨 클레어에게 팔을 잘린다. |                                       |            |
| 23 | "임계점(I)(臨界点(I))"                | 2007-09-04 |
| 클레어는 다리만을 각성시킨 상태로 리가르드와 싸우나, 속도만 빨라졌을 뿐 제어를 하지 못한다. 그러나 리가르드는 클레어를 싸울만한 상대로 인정하고 요기를 전부 해방하여 결투를 벌인다. 한편 피에타에 도착한 라키는 부분적으로 각성한 클레어를 알아본다. 진이 죽었다고 생각한 클레어는 요기를 폭발적으로 발산하며 리가르드를 토막낸다. |                                       |            |
| 24 | "임계점(II)(臨界点(II))"              | 2007-09-11 |
| 요기를 지나치게 해방하여 요마로 바뀌어 가는 클레어는 헬렌에게 자신을 베어 줄 것을 요청한다. 한편 프리실라는 클레어의 요기를 감지하며 그녀가 테레사일 것으로 믿게 되며 기억을 되살린다. 프리실라가 나타났음을 직감한 클레어는 그녀를 추적한다. 조직은 갈라테아에게 북쪽에서 일어나는 일을 조사할 것을 명한다. |                                       |            |
| 25 | "누구를 위하여(誰が為に)"             | 2007-09-18 |
| 이슬레이가 지켜보는 가운데 한 화산 속에서 클레어와 프리실라는 싸우게 된다. 진과 라키는 이들을 쫓아간다. 프리실라에게 숨이 끊어지기 직전 밀리아, 헬렌, 드네브가 클레어를 구출한다. 프리실라는 자신의 요력을 끝까지 해방하며, 힘들이지 않고 세 명을 제압한다. 테레사의 원수를 갚겠다는 일념 하나로 클레어는 다시 요력을 끝까지 풀어낸다. |                                       |            |
| 26 | "이어받은 자에게(受け継ぐものへ)"     | 2007-09-25 |
| 거의 끝까지 각성한 클레어였으나 프리실라에게 힘이 부친다. 그러나 테레사의 잔영에 힘입어 프리실라에게 치명타를 먹인다. 다시 인간으로 퇴화한 프리실라는 클레어에게 목이 떨어지기 직전에 이르며, 라키는 클레어 앞을 막아선다. 클레어는 프리실라에게 향하는 공격을 스스로 제어하지 못하나, 순간 진이 몸으로 클레어를 막아 공격을 멈추게 하며 클레어의 요기를 억제하여 다시 인간으로 돌아오게 하는 데 성공한다. 이슬레이는 무기력해진 프리실라를 거둬간다. 마지막 장면에서 밀리아, 헬렌, 드네브, 클레어는 조직을 떠났음을 공언한 뒤 각자의 길을 가게 된다. |                                       |            |

## 같이 보기
- 클레이모어의 등장인물

## 참고 문헌
- “클레이모어 에피소드 제목” (일본어). 다음 글자 무시됨: ‘2007-10-02’ (도움말)

1. ↑  “Nippon Television Licensing Catalogue for Animation” (PDF). Nippon Television Network. 2006년 11월 6일에 원본 문서 (PDF)에서 보존된 문서. 2008년 11월 13일에 확인함.
2. 1 2  “Claymore (TV)”. Anime News Network. 다음 글자 무시됨: ‘2007-12-29’ (도움말)
3. ↑  “Claymore (TV) - Episode List”. Anime News Network. 다음 글자 무시됨: ‘2007-10-08’ (도움말)
4. ↑  “Amazon.co.jp: 断罪の花~Guilty Sky~(DVD付)” (일본어). Amazon.com. 다음 글자 무시됨: ‘2007-12-29’ (도움말)
5. ↑  “Amazon.co.jp: レゾンデートル” (일본어). Amazon.com. 다음 글자 무시됨: ‘2007-12-29’ (도움말)
6. ↑  작품 내에서는 소녀의 원래 이름도 클레어인데, 테레사가 지어 준 이름이 원래 이름과 우연히 일치하게 된 것으로 나온다.